# تنگه جوهر
تنگه جوهُر (انگلیسی: Straits of Johor) یک تنگه بین‌المللی در آسیای جنوب شرقی، بین سنگاپور و شبه جزیره مالزی است.